# Мачхварети
Мачхварети (груз. მაჩხვარეთი) — село в Грузии, на территории Ланчхутского муниципалитета края (мхаре) Гурия.

## География
Село находится в западной части Грузии, на правом берегу реки Орагвисгеле, вблизи юго-западной окраины города Ланчхути, административного центра муниципалитета. Абсолютная высота — 73 метра над уровнем моря.

## Население
По результатам официальной переписи населения 2014 года, в Мачхварети проживало 525 человек (249 мужчин и 276 женщин). В национальной структуре населения грузины составляли 100 %.
| Год  | Население, человек |
| ---- | ------------------ |
| 2002 | 594                |
| 2014 | ↘ 525              |